# If Winter Comes
If Winter Comes es una película estadounidense de 1947, del género drama, dirigida por Victor Saville y protagonizada por Walter Pidgeon, Deborah Kerr y Angela Lansbury.

## Argumento
Mark Sabre (Walter Pidgeon) es un escritor de libros infantiles, se casó con Mabel la petulante (Angela Lansbury) después de que su verdadero amor, Nona (Deborah Kerr), se fue con otro hombre. Mark se hace amigo de la joven Effie (Janet Leigh), desesperada porque su novio se negó a casarse con ella después de que quedara embarazada. Su mujer, Mabel, en la creencia de que Mark está teniendo una aventura con Effie, le deja y le denuncia por adulterio. La única persona que podía aclararlo es la chica, pero se suicida, y Mark es acusado de empujarla a tomar esa medida extrema. Sólo Nona, que recientemente ha regresado a la ciudad, se encuentra a su lado.

## Reparto
- Walter Pidgeon - Mark Sabre
- Deborah Kerr - Nona Tybar
- Angela Lansbury - Mabel Sabre
- Binnie Barnes - Natalie Bagshaw
- Janet Leigh - Effie Bright
- Dame May Whitty - Mrs. Perch
- Reginald Owen - Mr. Fortune
- Virginia Keiley - Rebecca 'High Jinks'
- Rene Ray - Sarah 'Low Jinks'
- Hugh French - Tony Tyber
- Hughie Green - Freddie Perch
- Rhys Williams - El padre puritano de Effie
- Owen McGiveney - Tío Fouraker
- Maila Nurmi - Chica del bar